# Protographium agesilaus
Protographium agesilaus is een vlinder uit de familie van de pages (Papilionidae). De wetenschappelijke naam van de soort is voor het eerst geldig gepubliceerd in 1835 door Félix Édouard Guérin-Méneville & Achille Rémy Percheron.

## Kenmerken
Deze kleine, groengele vlinder heeft een spanwijdte van 7 tot 8 cm. Op de voorrand van de voorvleugel lopen vijf evenwijdige zwarte strepen. Tegen de zwarte lijn, die zich centraal aan de onderkant van de achtervleugel bevindt, bevindt zich een opvallende rode band. De achtervleugels dragen een lange staart.

## Verspreiding
De soort komt voor van Mexico en Midden-Amerika tot het midden van Zuid-Amerika.